# مرکز مطالعات عربی معاصر
مرکز مطالعات عربی معاصر(CCAS) در دانشگاه جورج تاون در واشنگتن دی سی ، ایالات متحده یک مرکز دانشگاهی مهم "با تأکید بر مطالعه در جهان عرب معاصر و آموزش دقیق زبان عربی "است. CCAS بخشی از مدرسه خدمات خارجی ادموند آ. والش است که در سال ۱۹۷۵ تاسیس شده که دانشمندان حنا بطاطو و هشام شرابی از موسسان آن بوده‌اند. از مدیران قبلی CCAS می توان به مایکل سی. هادسون ، باربارا استوواسر و ابراهیم ابراهیم اشاره کرد . مدیر فعلی راشل دیویس است.
CCAS مدرک کارشناسی‌ارشد در مطالعات عربی و همچنین گواهینامه مطالعات عربی را به دانشجویان مقطع کارشناسی و کارشناسی‌ارشد ارائه می‌دهد. برنامه کارشناسی ارشد CCAS دارای مدارک مشترک با دانشکده‌ی حقوق است. دانشجویان کارشناسی‌ارشد در رشته مطالعات عربی همچنین می‌توانند در برخی برنامه‌های دیگر از جمله دیپلماسی تجارت بین‌المللی و پناهندگان و موارد اضطراری بشردوستانه گواهینامه دریافت کنند.

## بودجه
بودجه این مرکز توسط دانشگاه ، کمکهای مالی و اهداکنندگان خصوصی تأمین می‌شود. از سال ۱۹۹۷، CCAS به عنوان هسته مرکز منابع ملی دانشگاه جورج تاون در خاورمیانه و شمال آفریقا فعالیت می‌کند. بودجه ای که توسط کمک هزینه تایتل پنجم(Title VI) از وزارت آموزش ایالات متحده تأمین می‌شود. علاوه بر این ، این مرکز میزبان صندلی های موقوفه‌ای از عمان ، کویت و امارات متحده عربی به‌همراه کرسی توسعه‌انسانی است.   تعدادی دیگر از اهداکنندگان خصوصی نیز از بورس تحصیلی دانشجویان و سخنرانی‌ها و هم‌اندیشی عمومی پشتیبانی می‌کنند.